# Zomer van liefde
Zomer van liefde is een single van K3, uitgebracht op 29 mei 2024. Het is de achtste single van K3 in de bezetting van Julia Boschman, Hanne Verbruggen en Marthe De Pillecyn.

## Achtergrond
Het nummer werd uitgebracht op 29 mei 2024. Het nummer gaat over een avontuurlijke zomer met veel zon, de blauwe golven van de zee en een sprankeltje zomerliefde.
Het is ook te horen in de achtste film, K3 en het lied van de zeemeermin.

## Videoclip
De videoclip verscheen op 31 mei 2024 en werd opgenomen eind april 2024 in Studio Regie te Merelbeke. Het was de achtste videoclip van K3 in deze formatie.